# Церква Пресвятої Трійці (Солоне)
Церква Пресвятої Трійці в Солоному — парафія і храм греко-католицької громади Товстенського деканату Бучацької єпархії Української греко-католицької церкви в селі Солоне Чортківського району Тернопільської области.
Оголошена пам'яткою архітектури місцевого значення (охоронний номер 523).

## Історія церкви
Перша письмова згадка про парафію датується 1724 роком. Дерев'яна церква і дзвіниця були зведені у 1860 році.
До 1946 року парафія і церква були греко-католицькими. З 1946 по 1989 рік вони перебували в підпорядкуванні РПЦ. У грудні 1989 року громада повернулася в лоно УГКЦ, і храм наново освятив єпископ Павло Василик.
Завдяки старанням о. Бориса Стасюка на парафії відновили катехитичний клас та житло для священника.
Парафія має статус відпустового місця на свято Первоверховних Апостолів Петра і Павла.
При парафії діє молитовне братство «Жива Вервиця».
Проводяться катехизації для дітей та молоді, подружні навчання та дитячі літні табори «Канікули з Богом».
У 2010 році відзначали 150-ліття церкви, під час якого о. митрат Іван Сеньків освятив новий престіл.
На церковному подвір'ї є фігури Найсвятішого Серця Ісусового, Апостолів Петра і Павла, Пресвятої Богородиці з Дитятком Ісусом, а також хрест на честь Хрещення Русі-України. Навпроти церкви розташовані пам'ятний хрест Українським Січовим Стрільцям та капличка на честь Пресвятої Богородиці.

## Парохи
- о. Юліан Свістель (до 1946),
- о. Василь Погорецький,
- о. Степан Війтишин (1993—1998),
- о. Михайло Вітовський (1998—2002),
- о. Борис Стасюк (з 2003).